# 278384 Mudanjiang
278384 Mudanjiang este un asteroid din centura principală de asteroizi.

## Descriere
278384 Mudanjiang este un asteroid din centura principală de asteroizi. A fost descoperit pe 24 iunie 2007 la Observatorul Lulin de Ye Quan-Zhi și Hong Qin Lin. Asteroidul prezintă o orbită caracterizată de o semiaxă mare de 2,72 ua, o excentricitate de 0,19 și o înclinație de 5,5° în raport cu ecliptica.